# 安戈謝
安戈謝是東非國家莫桑比克的城市，由楠普拉省負責管轄，位於該國北部，建於1490年代，是傳統的穆斯林市場，以黃金和象牙貿易為主，在19世紀成為奴隸的貿易中心，該鎮離岸有數個島嶼，2007年人口82,388。
16°14′S 39°55′E / 16.233°S 39.917°E